# Palacio episcopal de Braga
El Palacio Episcopal de Braga (en portugués Paço Episcopal Bracarense) es el palacio de los arzobispos de Braga, en Portugal. Está situado en el centro histórico de la ciudad, muy cerca de la catedral y junto a los jardines de Santa Bárbara. 
Constituye un conjunto de edificios levantados a lo largo de varios siglos que tuvo como resultado un extraordinario conjunto urbano multiarquitectónico. Así como en el pasado fue la sede de la mayor entidad sociocultural de la región (iglesia católica), hoy lo sigue siendo como rectoría de la Universidad de Minho. También se utiliza como biblioteca y archivo. 
La fachada data de los siglos XIV, XVII y XVIII, su interior fue destruido en el siglo XIX por un incendio.